# راه نجات
راه نجات فیلمی به کارگردانی راما قویدل و نویسندگی فاطمه میرغیاثی ساختهٔ سال ۱۳۹۱ است.
فرهاد اصغری
جمشید هاشم پور،فریبا نادری،پوریا پور سرخ،دلربا عزیزی